# Palazzo Salviati (Roma)
Il cinquecentesco Palazzo Salviati (già Adimari) si trova a Roma in via della Lungara 82-83.

## La storia

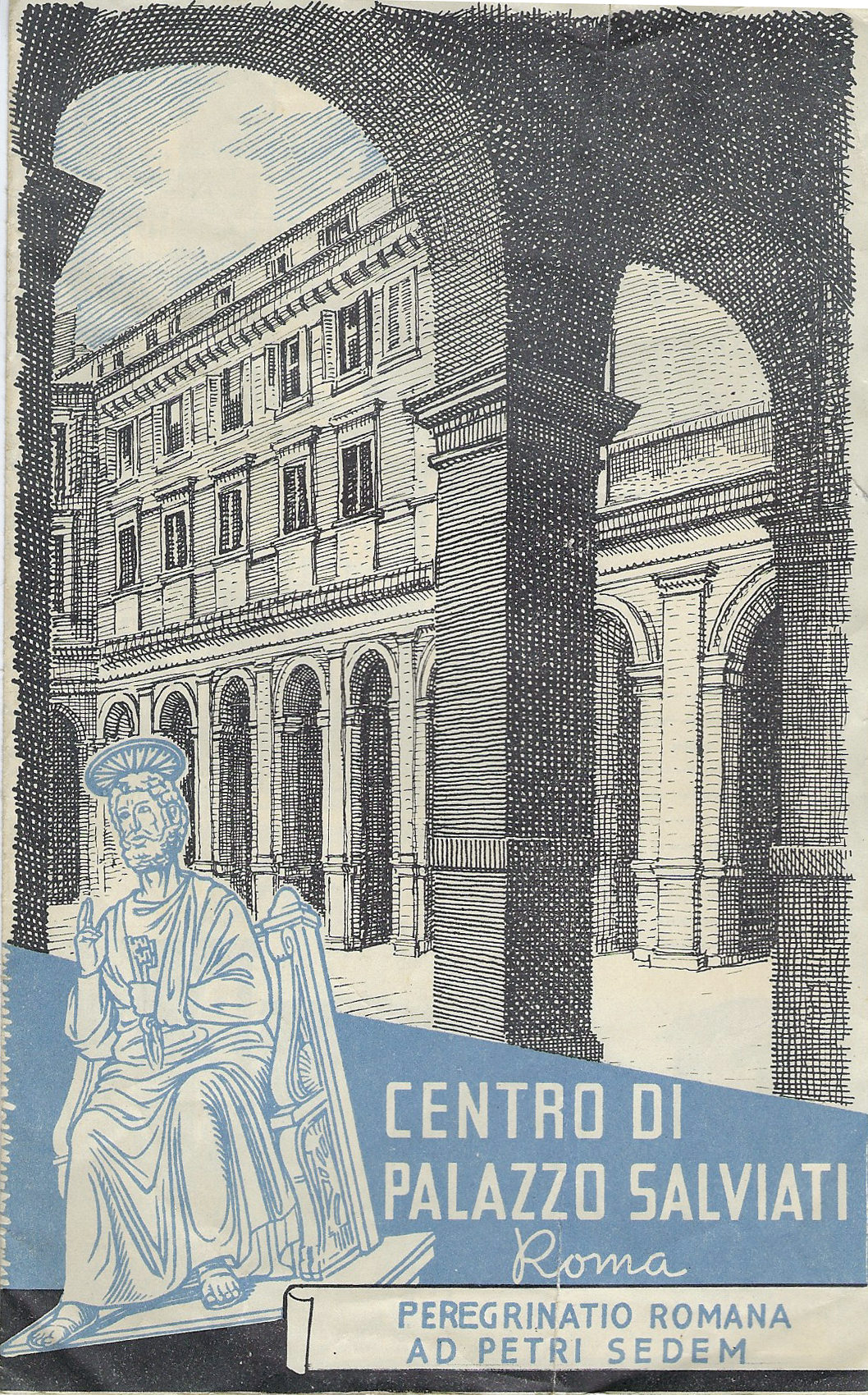
Brochure pubblicitaria del Palazzo Salviati per ospitare i pellegrini dell Anno Santo 1950

Costruito nella prima metà del Cinquecento per Filippo Adimari, camerario segreto di Leone X, su un terreno agricolo a vigna di proprietà di Orazio Farnese, il palazzo è una delle principali opere giovanili di Giulio Romano. Probabilmente fu, intorno al 1520, il suo primo progetto autonomo dopo la morte di Raffaello.
La lunga facciata si presenta simmetricamente divisa in cinque sezioni da bugnature verticali, con al centro il grande portale di ingresso sormontato da un balcone poggiato su grandi mensole. All'interno, al primo piano, Giulio Romano disegnò anche una cappella in stile bramantesco.
Il modello generale dell'impianto architettonico sembra da riferire al Palazzo Pandolfini di Raffaello a Firenze.
Nel 1552 il palazzo fu venduto al cardinale Giovanni Salviati. Passato, di lì a poco, di proprietà al fratello Bernardo Salviati, priore dell'Ordine di Malta, nel 1569 fu ristrutturato da Nanni di Baccio Bigio, che completò l'alzato nelle forme attuali e ne ampliò il retro. L'edificio fu residenza del cardinale Fulvio della Corgna, nipote del papa Giulio III, fino alla sua scomparsa (1583): nel 1571 vi morì il famoso fratello Ascanio della Corgna, di ritorno dalla battaglia di Lepanto.
Nel 1794, alla morte del cardinale Gregorio Salviati, ultimo discendente maschio della famiglia, divenne, dopo alterne vicende, di proprietà dei Borghese, a seguito del matrimonio di Marcantonio IV con la nipote del cardinale, Anna Maria. Dopo altri passaggi di proprietà (Paccanari, Lavaggi), fu acquistato nel 1840 dallo Stato Pontificio per farne sede dell'archivio urbano e di un orto botanico.
Con l'espropriazione da parte dello Stato Italiano nel 1870,  vi si ospitò il tribunale militare e il collegio militare. Nel 1933 una nuova ala vi fu aggiunta a chiusura del cortile. Un sacrario conserva il ricordo dell'oggi soppresso istituto liceale-militare.
Durante la seconda guerra mondiale, nel periodo dell'occupazione nazista, nei locali del collegio militare furono rinchiusi per qualche giorno (dal 16 al 18 ottobre 1943) gli oltre mille ebrei catturati nella retata al ghetto di Roma fino alla deportazione.
Il palazzo è oggi sede dell'Istituto alti studi per la difesa e dispone di un'importante biblioteca specializzata nelle discipline militari e geo-politico-strategiche in genere.

## Il ponte dei Fiorentini
All'altezza di palazzo Salviati era la testata trasteverina del ponte detto dei Fiorentini, ponte sospeso con struttura in ferro costruito nel 1863 all'altezza di San Giovanni dei Fiorentini per fornire un collegamento aggiuntivo tra il nuovo quartiere in costruzione ai Prati di Castello e il centro storico. Il ponte, costruito da una società privata francese, era a pedaggio, e la bussola del pedaggio era appunto in prossimità di palazzo Salviati; il passaggio costava 20 centesimi (1 soldo), ed era perciò chiamato popolarmente "ponte del Soldino". Fu demolito nel 1941 e sostituito l'anno seguente dal ponte Principe Amedeo posto cento metri più avanti.